# Mardi Gras (Cézanne)
Mardi Gras ou Pierrot et Arlequin est une huile sur toile de Paul Cézanne (1839-1906) conservée au musée Pouchkine de Moscou. Elle mesure 102 × 81 cm et date de 1888. Ce tableau représente le fils de l'artiste Paul, avec son ami Louis Guillaume, déguisés en Pierrot et Arlequin pour le mardi gras, dans l'atelier de la rue du Val-de-Grâce.
Cette toile appartint d'abord au collectionneur Victor Chocquet (1821-1891), puis elle fut vendue par sa veuve au galériste Paul Durand-Ruel en 1899. Ce dernier la vendit au collectionneur moscovite Sergueï Chtchoukine en 1904. Elle a été confisquée par les bolchéviques après la révolution d'Octobre et transférée en 1918 au musée du nouvel art occidental de Moscou, puis en 1948 à l'Ermitage.

## Expositions
Elle a été exposée en 1903 à Vienne; en 1904 à Paris (au Salon d'Automne); en 1926 à Moscou; en 1936 à Paris (Orangerie); en 1955 à Moscou; en 1956 à Léningrad; de nouveau en 1956 à Léningrad pour l'« exposition Paul Cézanne »; en 1974 à Léningrad; à l'hiver 1974-1975 à Moscou; à l'hiver 2016-2017 à Paris (Fondation Louis Vuitton); à l'hiver 2017-2018 à la Kunsthalle de Karlsruhe, dans le cadre de la grande exposition « Cézanne. Métamorphoses ».